# Gnypeta experta
Gnypeta experta är en skalbaggsart som först beskrevs av Thomas Casey 1885.  Gnypeta experta ingår i släktet Gnypeta och familjen kortvingar. Inga underarter finns listade i Catalogue of Life.